# هنری اسمولدرس
هنری اسمولدرس (هلندی: Henri Smulders; ۲۰ اوت ۱۸۶۳ – ۸ نوامبر ۱۹۳۳) قایقران قایق بادبانی اهل هلند بود.